# Martha Posno
Martha Posno (Amsterdam, 5 juni 1916 - Egmond, 17 januari 1994) was een Nederlands actrice. Na de bevrijding was ze vijf jaar verbonden aan het marionettentheater van Jan en Riek Weiland. In 1951 trok ze zich terug uit de schijnwerpers.

## Filmografie
- Jonge harten (1936)
- Veertig jaren (1938)